# 大宅壯一文庫

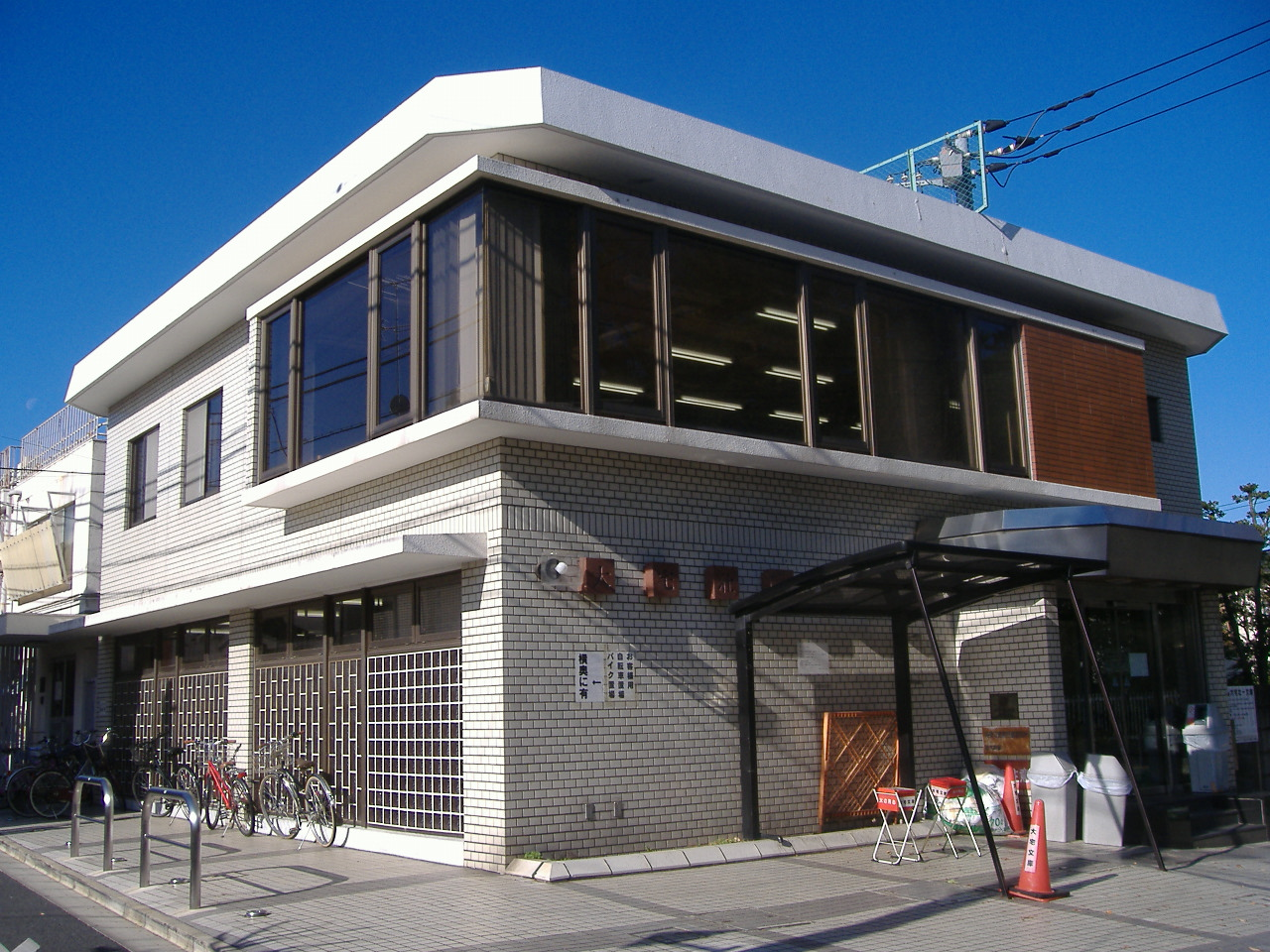

大宅壯一文庫（日语：／ Ōyasōichi bunko */?）是位於日本東京都世田谷區八幡山的圖書館。這座圖書館開業於1971年5月17日，由公益財團法人大宅壯一文庫運營，是日本具代表性的「非公立」圖書館之一。

## 外部連結
- 公益財団法人大宅壮一文庫 （页面存档备份，存于）
- 公益法人等の詳細―公益財団法人大宅壮一文庫 （页面存档备份，存于） - 公益法人information
- 大宅壮一文庫、索引システムを一新　雑誌140年分が検索可能に (朝日新聞、2023年7月18日） （页面存档备份，存于）